# SN 2006ni
SN 2006ni – supernowa typu Ia odkryta 21 października 2006 roku w galaktyce A205452-0011. W momencie odkrycia miała maksymalną jasność 22,90m.